# Richard Chancellor
Richard Chancellor (cirka 1521 - 1556) var en engelsk opdagelsesrejsende.
Chancellor blev sendt ud for at finde en nordøstlig sejlrute til Indien, men flåden blev splittet ved Lofoten. Chancellor endte ved Hvidehavet og drog over land til Moskva, hvor han blev venligt modtaget af zaren, og vendte i 1554 hjem med sit skib til England. Hans næste rejse til Moskva, i 1555, førte til oprettelsen af livlige engelsk-russiske handelsforbindelser via Hvidehavet. Under hjemsejladsen til England i 1556 led han skibbrud ved Skotlands kyst og omkom.
Chancellors russiske rejseberetning indleder serien af Richard Hakluyts Navigations.